# Zoé Boivin
Zoé Boivin est une artiste-peintre québécoise.

## Biographie
Zoé Boivin est née à Granby au Québec, le 18 mars 1992. Elle a fait des études en graphisme au Cégep du Vieux-Montréal et en communication à l'Université de Montréal.
Zoé Boivin est également active dans le domaine du cinéma et de la télévision. À partir de 2014, elle a notamment tenu des rôles dans les séries Ruptures et Les Simone et dans la série American Patriot.
Elle a aussi agi comme doublure dans la série télévisée Bellevue et dans le film The Death and Life of John F. Donovan du réalisateur québécois Xavier Dolan. Zoé Boivin a déclaré que c’est au contact de Dolan qu’elle a trouvé le courage de se lancer à fond dans sa carrière d’artiste visuelle. Pour le développement de sa carrière, elle dit être inspirée par l’artiste-peintre québécoise Corno dont elle admire la détermination et le rayonnement international.

## Œuvre
Son œuvre s’inscrit dans une tendance contemporaine abstraite. Ses premières toiles ont été montrées au Symposium Couleurs urbaines de Granby, en 2016. Sa première exposition en solo intitulée « Les Personnes », composée de neuf toiles, a été présentée à la Galerie Le petit Boréart de Granby en février 2017.
À titre d’artiste professionnelle, Zoé Boivin a produit une centaine d’œuvres qui ont été vendues à des collectionneurs privés par le biais de boutiques improvisées (pop-ups shops),et qui sont regroupées dans des séries distinctes baptisées « Les Personnes », « Rencontres », « Construction » et « Éclat », cette dernière faisant l’objet d’une exposition solo à Montréal en novembre 2017.
Zoé Boivin est autodidacte et préconise une approche dite de « mixed media », qui allie acrylique, pastels, encre, huile, marqueur, crayon, collage, aquarelle dans des formats et des procédés variés. La plupart de ses toiles ont un format carré inspiré en grande partie des proportions visuelles de la plateforme Instagram.
Zoé Boivin a son propre studio et est installée à Montréal depuis 2010.